# Bleue de Lettonie
La bleue de Lettonie est une race bovine lettonne. Son nom international est latvian blue et son nom letton est Latvijas zila.

## Origine
C'est une race très ancienne. Une légende attribue son arrivée dans le trousseau d'une jeune fille venue épouser un fermier letton. En 2000, le nombre de têtes de bétail est de 200, dont 99 vaches et 9 taureaux inscrits. La semence est stockée à des fins de préservation du potentiel génétique.

## Morphologie
Elle porte une robe gris-bleu à nuances plus ou moins sombres. Ses muqueuses sont gris ardoise. 
La vache mesure 123 cm au garrot et pèse 460 kg et le taureau 147 cm pour 900 kg.

## Aptitudes
C'est une race classée mixte.